# Cárpatos de Curvatura

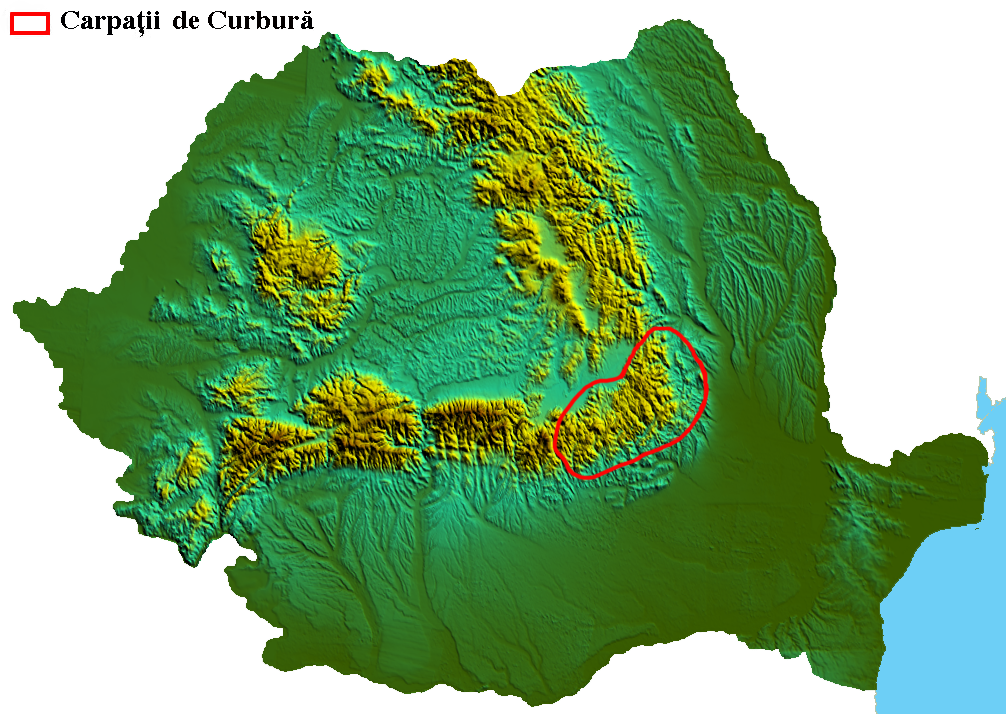
Cárpatos de Curvatura en rojo

Los Subcárpatos de Curvatura, Ciucaș o Cárpatos de Curvatura (en rumano: Carpații de Curbură, en húngaro: Kárpátkanyar), se encuentran entre los ríos Trotuș y Slănic en Rumania. Son una cadena de colinas altas (800-900 m) y cordilleras paralelas (Măgura Odobești), que separan dos depresiones geológicas, el valle del Trotuș (al norte) y el valle del Dâmbovița (al oeste). 
Geológicamente, según las divisiones de los Cárpatos, todos los Subcárpatos de curvatura forman parte de los Cárpatos exteriores orientales. 

## Localización geográfica

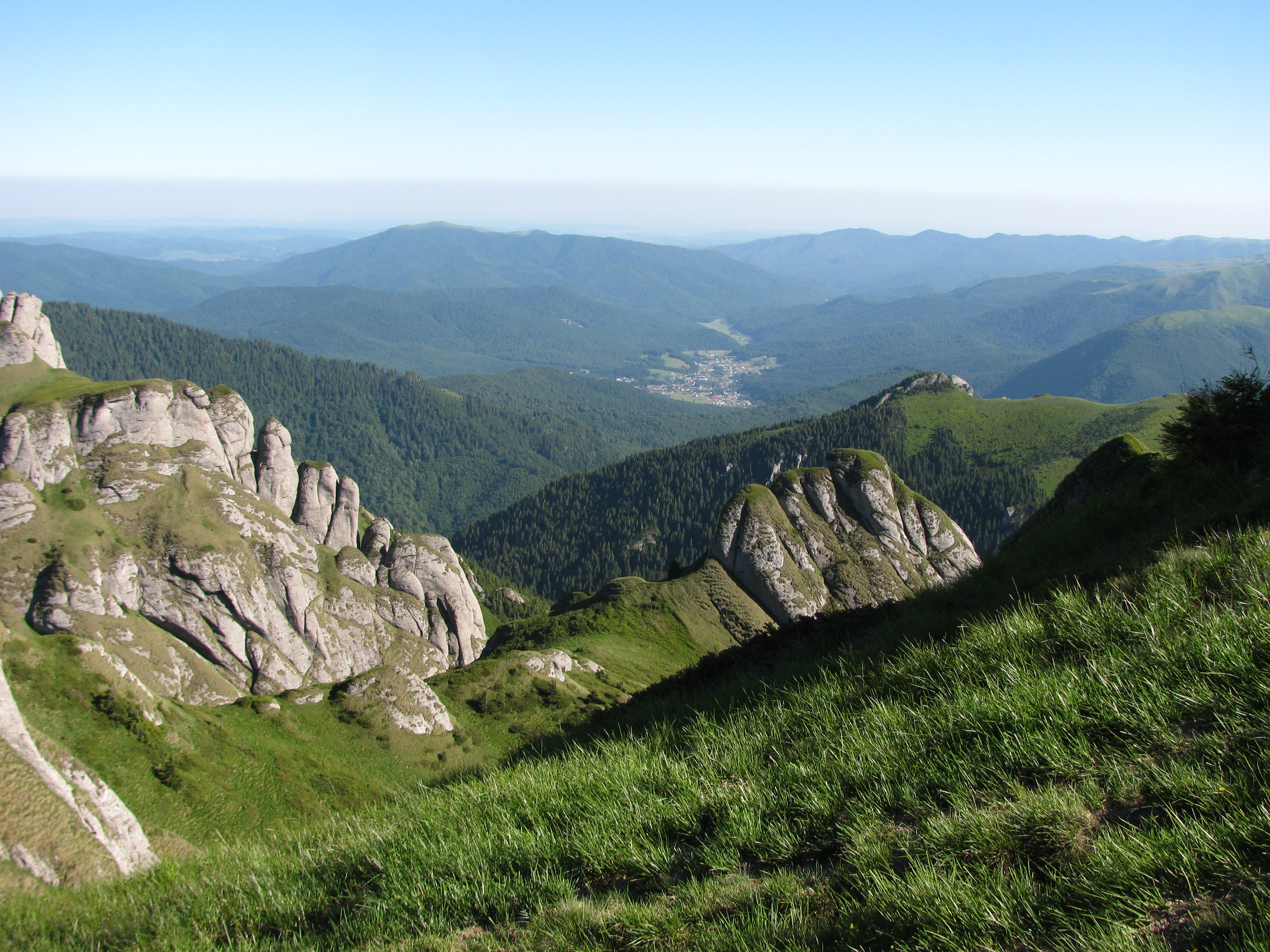
Montañas Ciucaș, condado de Prahova

Los Cárpatos de Curvatura están ubicados en la parte centro-sureste de Rumania, constituyendo el sector medio de los Subcarpatos rumanos.
- Al norte: la depresión de Brașov
- Hacia el sur - Subcárpatos de Curbatura
- Al oeste - Valle de Prahova

Las crestas están orientadas en dirección este-oeste y están formadas únicamente por flysch. En su interior se sitúa la depresión intramontana más grande de Rumanía, la Depresión de Brașov. Las altitudes máximas se registran en el macizo de Ciucaș en la cima de Ciucaș, 1.954 m. Son montañas jóvenes, formadas durante la orogenia alpina. Existen fragmentaciones de valles y depresiones, sus alturas no superan los 2000m. Penetran en forma de espolones en la curvatura subcarpática, lo que les confiere complejidad.
El contacto con la zona montañosa de las montañas Vrancea, Buzău, Ciucaș, Baiului, así como con el grupo Bucegi-Leaota en los Cárpatos meridionales se logra a través de depresiones submontanas ubicadas en los valles fluviales, a su salida de las montañas. El límite norte es el valle de Trotuș, y al oeste el valle de Dâmbovița. Hacia la Gran llanura rumana, el límite lo da el contacto piamontés de transición con las altas llanuras de Târgoviște y Ploiești, y más adelante, con la franja piamontesa que paulatinamente se estrecha hasta el río Trotuș.
La altitud máxima de los subcarpatos de Curbură es de 1.001m y se registra en Măgura Odobeștilor, condado de Vrancea.
El territorio de Rumania presenta un espacio de complementariedad, en una armonía (30-35%) del relieve montañoso, altiplano y llano. Los Subcarpatos (junto con los Cárpatos) tienen aproximadamente el 35% del territorio nacional.

## Geografía
Los Subcárpatos de Curvatura incluyen dos tipos de relieve: colinas y depresiones. Las colinas, dispuestas en hileras casi paralelas, pueden englobarse en dos tipologías: internas, más altas, que bordean las depresiones submontanas orientales (situadas entre los Cárpatos y estas alturas) y externas, más bajas. Entre las colinas internas y externas, los ríos tallaron depresiones intracolinarias.
Entre el valle de Teleajen y el de Slănic Buzăului, la frontera con los Cárpatos de Curbura es discontinua.

## Subdivisiones de los Cárpatos

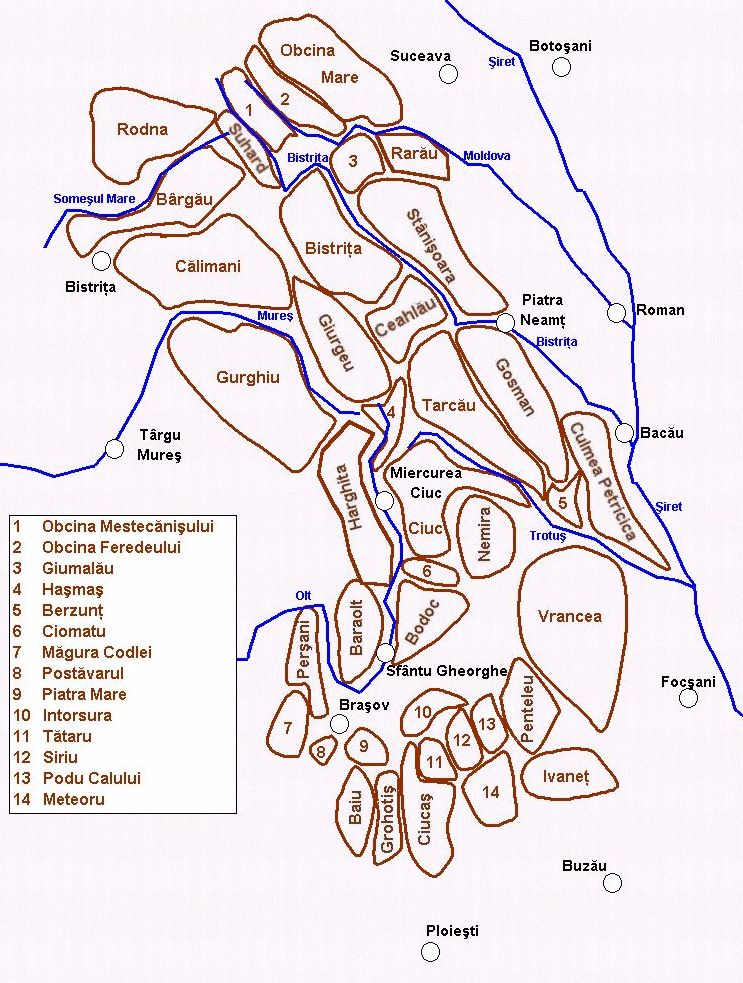
Mapa de los Cárpatos orientales, con los Cárpatos de curvatura al sur

- En el norte, los Cárpatos de Maramureș y Bucovina ( Munții Carpaţi ai Maramureșului și Bucovinei).
- En el centro, los Cárpatos de Moldavia y Transilvania ( Munții Carpați Moldo-Transilvani).
- En el sur, los Cárpatos de Curvatura ( Munții Carpați de Curbură).

## Picos de montañas de los Subcárpatos de Curvatura
- Montañas de Bârsa ( Munții Bârsei )
- Montañas Ciucaș ( Munții Ciucaș )
- Montañas Buzău ( Munții Buzăului )
- Montañas Vrancea ( Munții Vrancei )
- Montañas Baiu ( Munții Baiului o Munții Gârbova )
- Depresión de Brașov ( Depresiunea Brașovului )